# Amata feuerherdti
Amata feuerherdti är en fjärilsart som beskrevs av Hermann Stauder 1921. Amata feuerherdti ingår i släktet Amata och familjen björnspinnare. Inga underarter finns listade i Catalogue of Life.